# ATP Challenger Stockton
Das ATP Challenger Stockton (offizieller Name: Stockton Challenger) war ein Tennisturnier in Stockton, das zwischen 2016 und 2018 ausgetragen wurde. Es war Teil der ATP Challenger Tour und wurde auf Hartplatz ausgetragen.

## Liste der Sieger

### Einzel
| Jahr | Sieger         | Finalgegner  | Ergebnis |
| ---- | -------------- | ------------ | -------- |
| 2018 | Lloyd Harris   | Marc Polmans | 6:2, 6:2 |
| 2017 | Cameron Norrie | Darian King  | 6:1, 6:3 |
| 2016 | Frances Tiafoe | Noah Rubin   | 6:4, 6:2 |

### Doppel
| Jahr | Sieger                     | Finalgegner                            | Ergebnis         |
| ---- | -------------------------- | -------------------------------------- | ---------------- |
| 2018 | Darian King Noah Rubin     | Sanchai Ratiwatana Christopher Rungkat | 6:3, 6:4         |
| 2017 | Brydan Klein Joe Salisbury | Denis Kudla Miķelis Lībietis           | 6:2, 6:4         |
| 2016 | Brian Baker Sam Groth      | Matt Reid John-Patrick Smith           | 6:2, 4:6, [10:2] |